# António José da Franca e Horta
António José Correia da Franca e Orta (em grafia antiga António José Corrêa da Franca e Horta) (Faro, 1753 - Lisboa, 1823) foi um militar e administrador colonial português.

## Biografia
Filho dos 2.°s Senhores da Torre de Marim, João Carlos da Horta Machado, nascido em Lisboa, Familiar do Santo Ofício da Inquisição de Lisboa e Fidalgo da Casa Real, e sua mulher Maria Benta Jacinta da Franca Corte-Real, nascida em Faro.
Tenente-General, Fidalgo da Casa Real e Comendador da Ordem de Cristo, foi Governador e Capitão-General da Capitania de São Paulo, no Brasil, de 10 de dezembro de 1802 a outubro de 1808, e é em homenagem a ele que a cidade e município de Franca, no Estado de São Paulo, é denominada.
Casou com Luísa Catarina Schibbert, Luxemburguesa, da qual teve uma única filha e herdeira, Maria Benta de Miranda e Orta, que teve, pelos serviços de seu pai, a 7 de Dezembro de 1824, promessa do título de Barão para a pessoa com a qual casasse, e que casou com José Maria de Sousa Almeida Macedo e Vasconcelos, 1.° Barão de Santa Comba Dão, com descendência.